# BOG 스트라이커스 FC
BOG 스트라이커스 FC는 괌의 축구단이다. 현재 괌 사커 리그에 참가하고 있다.

## 선수 명단

### 현역
참고: FIFA 자격 규정에 따라 소속된 국가대표팀 국기를 표시합니다. 선수는 복수의 FIFA 비회원국 국적을 가지고 있을 수 있습니다.
| 번호 | 포지션 | 국적   | 이름              |
| ---- | ------ | ------ | ----------------- |
| 4    | DF     | 필리핀 | 안드레스 카르발로 |

| 번호 | 포지션 | 국적     | 이름     |
| ---- | ------ | -------- | -------- |
| 99   | FW     | 나미비아 | 셰이크스 |

### 역대
틀:BOG 스트라이커스 FC 선수 명단